# Jamy (przystanek kolejowy)
Jamy – nieczynny przystanek osobowy w miejscowości Jamy, w województwie opolskim, w powiecie oleskim, w gminie Gorzów Śląski, w Polsce.